# Kompositionswettbewerb
Ein Kompositionswettbewerb ist ein Wettbewerb für Komponisten, der im Gegensatz zu einem „gewöhnlichen“ Musikwettbewerb nicht vor öffentlichem Publikum und zumeist in nur einer Runde stattfindet.
Die Teilnehmer reichen eine (oder mehrere) Kompositionen in der geforderten Besetzung oder zu einem bestimmten Thema ein, welche von einer Jury bewertet werden. Dabei werden üblicherweise die ein bis drei am besten bewerteten Teilnehmer ausgezeichnet.
Der bekannteste Kompositionswettbewerb ist der Concours Reine Elisabeth, bei dem ein Pflichtstück für den anschließend stattfindenden Musikwettbewerb komponiert werden soll.
Weitere bekannte Kompositionswettbewerbe sind:
- Acanthes@IRCAM Paris
- IRCAM Cursus Paris
- IRCAM Tremplin Paris
- International Isang Yun Music Prize
- Gustav Mahler Kompositionspreis der Stadt Klagenfurt
- Jenő-Takács-Kompositionswettbewerb
- BMW-Kompositionspreis der Musica Viva München
- Kompositionspreis der Landeshauptstadt Stuttgart
- Internationaler Kompositionspreis Carl von Ossietzky
- Kompositionswettbewerb für „Trio für Klavier, Violine und Violoncello“[1] des Internationalen Kammermusikwettbewerb Franz Schubert und die Musik der Moderne
- Ensemblia-Kompositionswettbewerb der Stadt Mönchengladbach
- Otto-Ditscher-Kunstpreis für Komposition[2]
- RBB-Kompositionswettbewerb (Neues Sorbisches Lied)
- Siegburger Kompositionswettbewerb
- TONALi Kompositionswettbewerb Hamburg
- Kompositionswettbewerb anlässlich der Weimarer Frühjahrstage für zeitgenössische Musik (Orchester und Kammermusik)
- Kompositionswettbewerb der Stadt Neuss
- Kompositionswettbewerb zum Preis für Komponisten und Interpreten „Blaue Brücke“
- Kompositionspreis der Stiftung Gaudeamus
- Kompositionswettbewerb Zeitgenössische Geistliche Musik im Zuge des Festivals Europäische Kirchenmusik in Schwäbisch Gmünd
- Mauricio Kagel Kompositionswettbewerb der Universität für Musik und darstellende Kunst Wien
- Wolf Durmashkin Composition Award internationaler Kompositionswettbewerb in Verbindung mit Musik und Holocaust des Kulturvereins dieKunstBauStelle e. V. in Landsberg am Lech[3]

Bedeutende Preise von Kompositionswettbewerben des 18., 19. und beginnenden 20. Jahrhunderts waren der Beethovenpreis, der Internationale Schubert-Wettbewerb 1928 und der Mendelssohn-Preis.